# إيريبوس (إله إغريقي)
إيريبوس (بالإنجليزية: Erebos)‏ يجسد ايريبوس في الميثولوجيا الإغريقية الظلام قسم العالم السفلي الذي يقع إلى جانب هاديس (عالم الأموات ) و تارتاروس
حسب هسيود وهيجينوس خلق ايريبوس من كاوس كأخويه تارتاروس وإيروس و أختيه غايا ونيكس. وأما حسب الأورفكريين فإن ايريبوس هو ابن خرونوس ( إله الزمن ) و أنانكي ( القدر ).
حسب ثيوغونيا هيسيود فإن أيثر (الهواء ) و هيميرا (النهار ) ولدا من علاقة ايريبوس و نيكس لكن أرستيفانيس يذكر أيثر فقط. يذكر شيشرون كأولاد لإريبوس ونيكس مجسدات شريرة و مجموعة من الأمزجة الإنسانية ( في مصادر قديمة ولد هؤلاء من نيكس دون أب ) ومنهم :
آمور وأيثر و هميرا كأولاد لهما كما يذكر دولوس ( الخداع )
و ميتوس أو ديموس ( الرعب )
ولابور ( الجد و الكدح ) و إنفيدينتيا[وصلة مكسورة] (الحسد ) و فاتوم (الأذى ) و سينيكتوس (غيراس الشيخوخة ) و مورس (ثاناتوس إله الموت اللطيف).